# Fatmir Sejdiu
Pour les articles homonymes, voir Sejdiu.
Fatmir Sejdiu, né le 23 octobre 1951, est un homme d'État kosovar. Il est président du Kosovo du 10 février 2006 au 17 février 2008 puis président de la République à la proclamation unilatérale de l'indépendance, le 17 février 2008, jusqu'à sa démission le 27 septembre 2010.

## Biographie
Né dans le village de Pakastica, Sejdiu fréquente l'école primaire et le lycée dans la ville voisine de Podujevo, il est ensuite diplômé en droit de l'université de Pristina. Il obtient un doctorat de philosophie puis est nommé professeur à la faculté de droit et à la faculté de science politique de l'université de Pristina. L'Assemblée du Kosovo l'élit président de la République le 10 février 2006 après le décès de l'ancien président, Ibrahim Rugova, et le réélit à ce poste le 17 février 2008 après la déclaration d'indépendance. 
À la suite d'une décision de la Cour constitutionnelle, qui annonce que Fatmir Sejdiu a violé la Constitution en étant président de la République tout en gardant ses fonctions de président de la Ligue démocratique du Kosovo (LDK), Fatmir Sejdiu annonce sa démission. C'est Jakup Krasniqi, président de l'Assemblée, qui assure l'intérim jusqu'à une nouvelle élection.